# Datuk Arumugam Rengasamy
R. Arumugam fue un jugador de fútbol de Malasia que se desarrolló en la posición de arquero.

## Carrera

### Club
Hizo su debut para Selangor FA cuando tenía 18 años en el Torneo Juvenil de la Copa Burnley en 1971. Representó a Selangor FA en el torneo de la Copa de Malasia de 1972 a 1988, un período durante el cual Selangor FA ganó la Copa de Malasia ocho veces.

### Selección
R. Arumugam fue llamado a la selección nacional de fútbol de Malasia en 1973 para los partidos de la ronda de clasificación de la Copa del Mundo en Seúl, Corea del Sur. Durante su tiempo en el equipo nacional, Malasia ganó el Torneo Merdeka en 1973, 1974, 1976, 1979 y 1986. También representó a Malasia en los Juegos del Mar de 1973, 1975, 1977, 1979, 1981, 1983 y 1985. Ganó una medalla de bronce con el equipo nacional durante los Juegos Asiáticos de 1974 en Teherán. Malasia también se clasificó para los Juegos Olímpicos de Moscú de 1980 , pero Malasia decidió boicotear los Juegos.. R. Arumugam registró 196 partidos (no todos los partidos internacionales de clase A) durante su tiempo con el equipo nacional de Malasia. Se retiró en 1986

## Clubes
| Club        | País    | Año       | Partidos | Goles |
| ----------- | ------- | --------- | -------- | ----- |
| Selangor FA | Malasia | 1970-1980 | 394      | 2     |

## Palmarés
| Título                 | Club        | País    | Año  |
| ---------------------- | ----------- | ------- | ---- |
| Copa de Malasia        | Selangor FA | Malasia | 1972 |
| Copa de Malasia        | Selangor FA | Malasia | 1973 |
| Copa de Malasia        | Selangor FA | Malasia | 1975 |
| Copa de Malasia        | Selangor FA | Malasia | 1976 |
| Copa de Malasia        | Selangor FA | Malasia | 1978 |
| Copa de Malasia        | Selangor FA | Malasia | 1979 |
| Copa de Malasia        | Selangor FA | Malasia | 1981 |
| Copa de Malasia        | Selangor FA | Malasia | 1982 |
| Copa de Malasia        | Selangor FA | Malasia | 1984 |
| Superliga de Malasia   | Selangor FA | Malasia | 1984 |
| Malasia Charity Shield | Selangor FA | Malasia | 1985 |
| Copa de Malasia        | Selangor FA | Malasia | 1986 |
| Malasia Charity Shield | Selangor FA | Malasia | 1987 |

Otros logros:
- Juegos asiáticos Medalla de bronce: 1974
- Malasia: Miembro de la Orden del Defensor del Reino (AMN) (1980)[1]
- Malasia: Comandante de la Orden del Servicio Meritorio (PJN) (2011)[1]

## Muerte
R. Arumugam murió en un accidente automovilístico en la carretera federal cerca de Petaling Jaya el 18 de diciembre de 1988 a los 35 años.